# Moto ondoso
Per un osservatore casuale, il moto ondoso rappresenta il movimento più evidente del mare, o, più in generale, di qualunque superficie d'acqua caratterizzata da onde e dal loro moto in propagazione. Lo studio del moto ondoso rientra all'interno dell'oceanografia. Il moto ondoso è generato dal vento che, spirando con più o meno intensità, provoca onde di diversa altezza e dimensione che si propagano sulla superficie marina: chiamato anche stato del mare, è classificato secondo una scala che va da 0, corrispondente al mare calmo, fino a 9, che indica una violenta tempesta con onde alte oltre i 13 metri.

## Descrizione

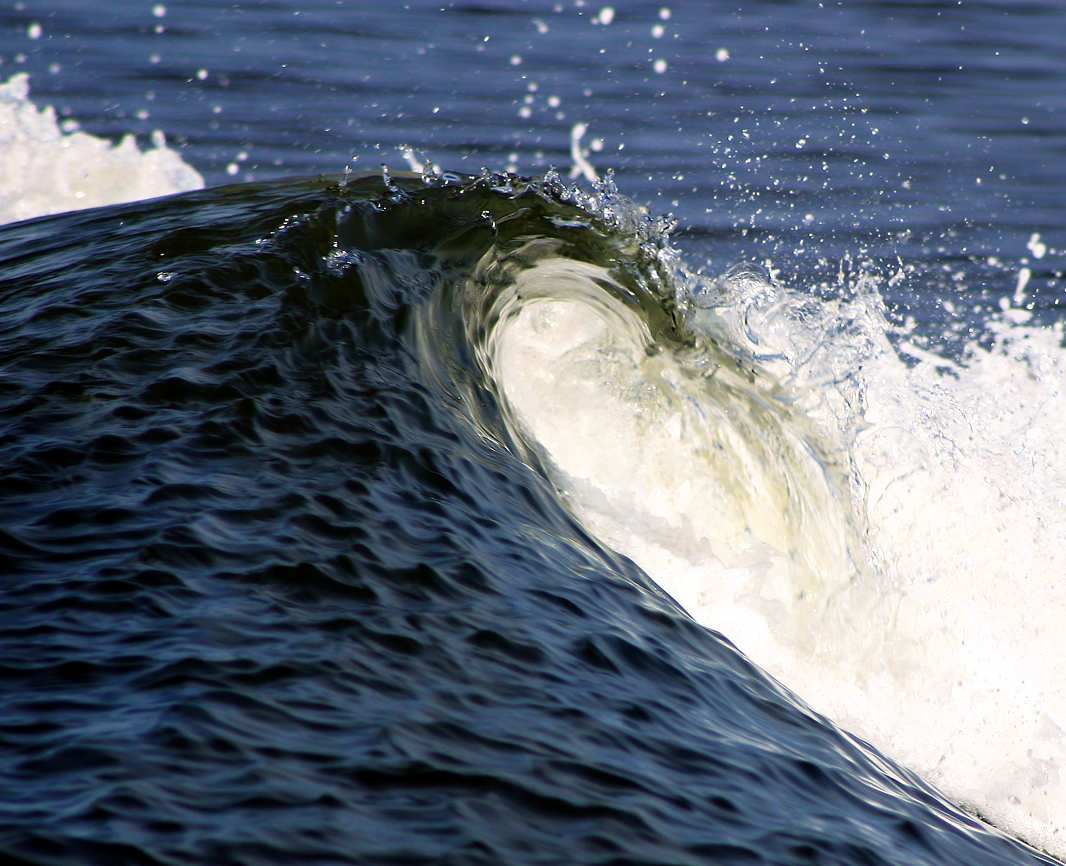
Onda marina

La superficie marina è quasi ovunque in uno stato di agitazione costante, con creste e flutti che salgono e scendono incessantemente, mentre onde di ogni dimensione vanno ad infrangersi o si abbattono sulle coste, in un movimento senza fine.
Allorché il moto ondoso si verifica in mare aperto, la maggior parte del movimento dell'acqua avviene sul posto e consiste in modeste oscillazioni delle singole particelle che compiono solo trascurabili spostamenti in avanti.
Le onde in mare aperto comportano quindi uno spostamento di forme piuttosto che di sostanza o, in altri termini, uno spostamento di energia piuttosto che di materia. Solo quando l'onda s'infrange si realizza una significativa traslazione dell'acqua con il tipico innalzamento che provoca la rottura. L'altezza dell'onda viene determinata dalla struttura fisica dei fondali: più ripido è il fondale più alta è l'onda generata. In condizioni particolari le onde possono raggiungere altezze ragguardevoli. Nell'Oceano Pacifico sono state avvistate onde anomale anche di 30 m.
Le grandi onde si verificano in presenza di differenze di fondale: se si passa da una grande profondità ad una più bassa le onde tendono ad innalzarsi fino alla rottura, quando il fondale è uniforme le onde sono innocue e diventano devastanti in presenza di fondali più bassi. I grandi navigatori oceanici, ormai dotati di ecoscandagli, tengono molto in considerazione le profondità, più profondo è il mare meno alti saranno i marosi e questo determina le rotte di navigazione.

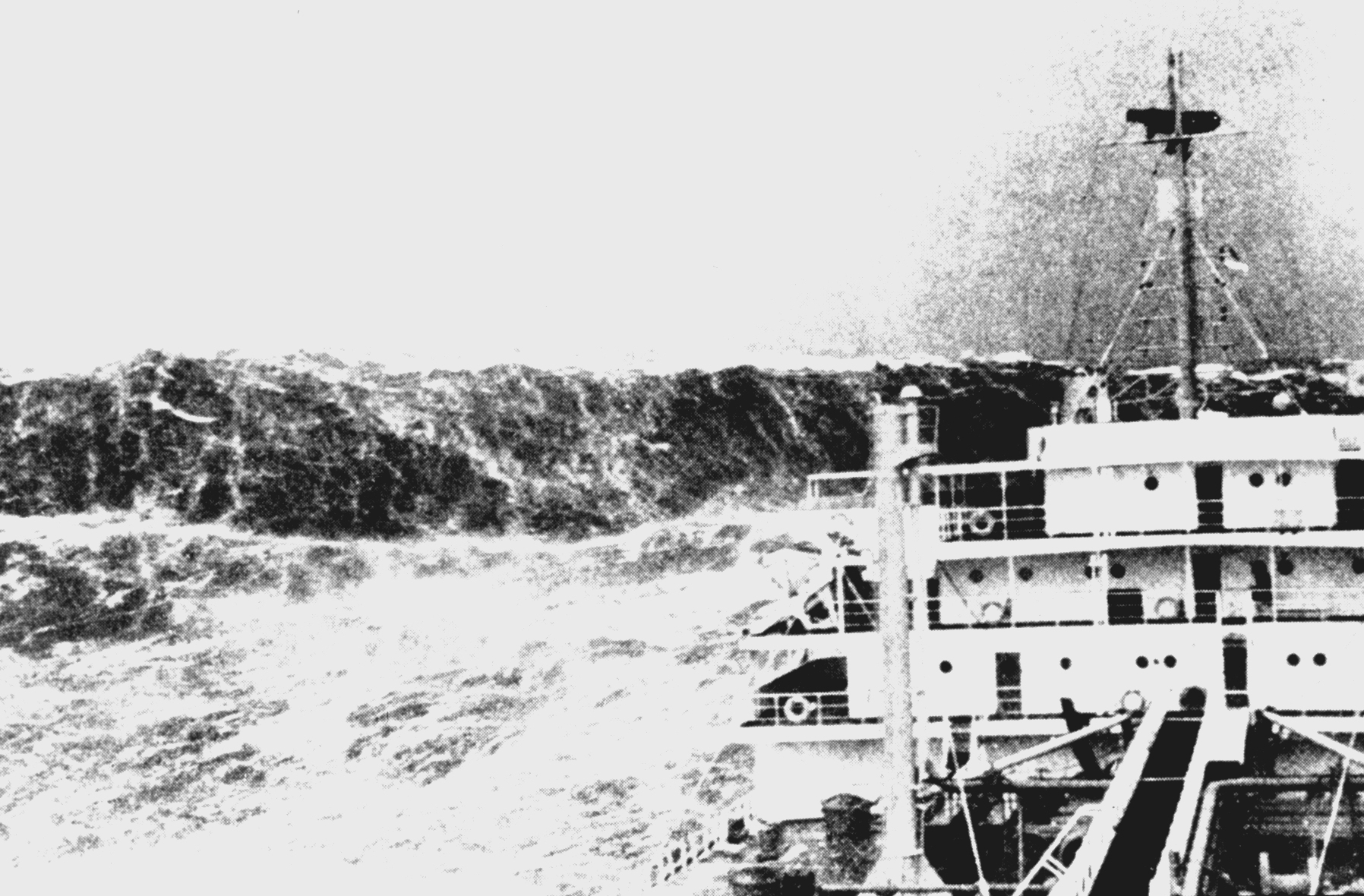
Onda anomala nel Golfo di Biscaglia

### Caratteristiche delle onde
Le onde marine hanno proprietà uguali ad altri tipi di onde, come le onde prodotte da una corda che vibra o le onde luminose. Le loro caratteristiche sono descritte, oltre che dalla lunghezza d'onda, dall'altezza, dal periodo e dalla frequenza. L’altezza è la distanza tra la sommità della cresta, il punto più elevato dell'onda, e la massima profondità del ventre, il punto più depresso. Il periodo è l'intervallo di tempo che un punto del mezzo materiale impiega a compiere un'oscillazione completa e la frequenza è il numero di oscillazioni che un'onda compie in una unità di tempo, cioè 1 secondo.

### Effetti e valutazione

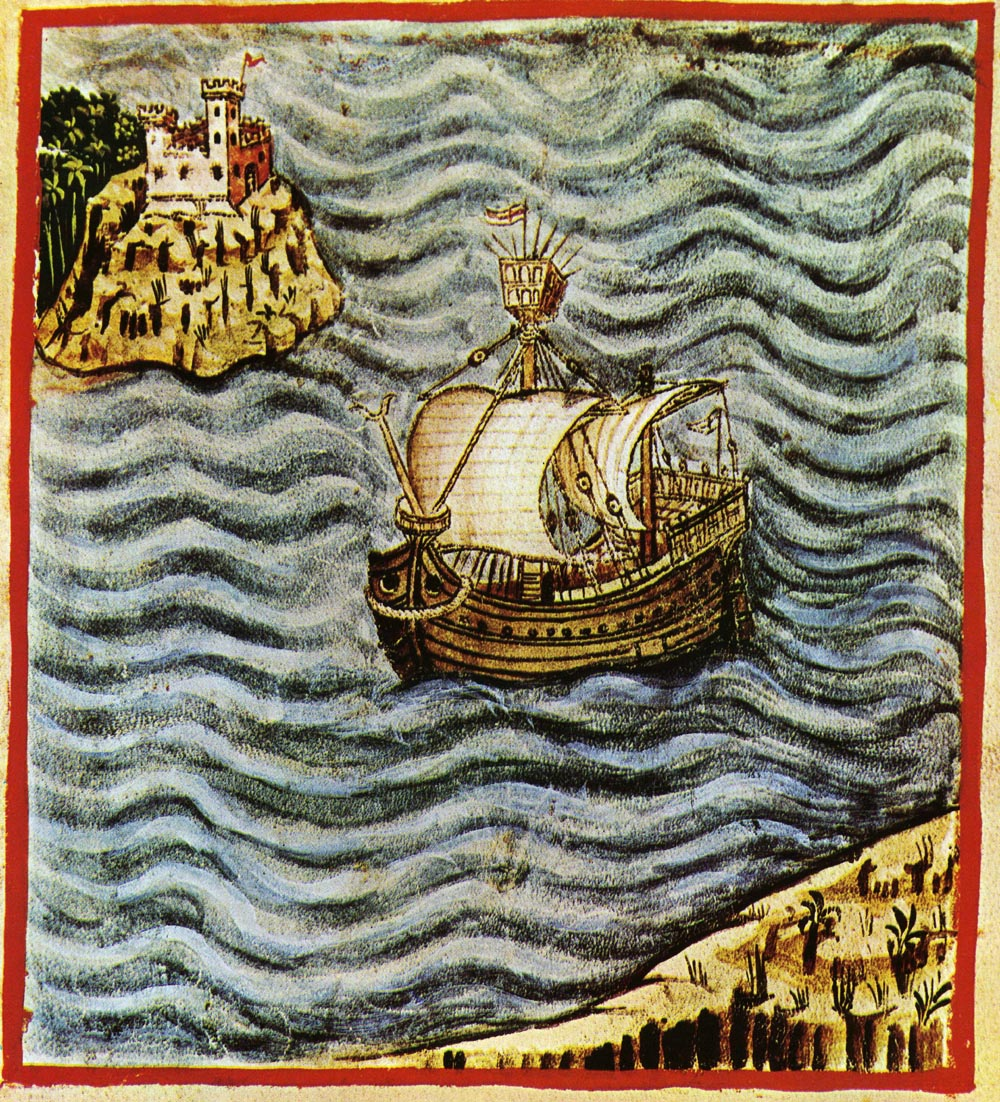
Navigazione marittima

Per valutare il moto ondoso si deve fare riferimento allo stato di mare, cioè la successione di qualche centinaio di onde per un periodo che va dai 10 ai 15 minuti, dove le onde si possono considerare statisticamente costanti. Una successione di stati di mare definisce una mareggiata. Questa avrà un andamento inizialmente crescente, fino ad arrivare ad un picco dopodiché decresce.
Lo stato di mare dal punto di vista del moto ondoso è estremamente importante per la navigazione marittima in quanto ne ostacola o meno l'attività. Sotto questo punto di vista esistono scale di riferimento del moto ondoso che quantificano lo stato di agitazione del mare (es. calmo, poco mosso, mosso, molto mosso, agitato oppure grado da 0 a 9) così come esiste la scala Beaufort per l'intensità del vento cui il moto ondoso è strettamente collegato. Spesso in circostanze estremamente sfavorevoli può essere interdetta la navigazione e i collegamenti marittimi con le isole.